# Criotettix triangularis
Criotettix triangularis är en insektsart som beskrevs av Zheng, Z. 2008. Criotettix triangularis ingår i släktet Criotettix och familjen torngräshoppor. Inga underarter finns listade i Catalogue of Life.